# Jimmie Noone
Jimmie Noone (23 de abril de 1895-19 de abril de 1944) fue un clarinetista estadounidense de Jazz.

## Biografía
Noone nació en Cut Off, en el estado de Luisiana y comenzó a tocar la guitarra en su ciudad natal. A la edad de 15 años, se decantó por el clarinete y se trasladó a Nueva Orleans donde estudió con Lorenzo Tio. Desde 1912, toca profesionalmente con Freddie Keppard en Storyville así como con Buddie Petit, Kid Ory, Papá Celestin, The Eagle Band y en la Young Olympia Band, antes de unirse a la Original Creole Orchestra en Chicago en 1917. Al año siguiente, se integró en la Creole jazz band de King Oliver y en 1920 en la Doc Cooke Band de Keppard con la que estuvo actuando y grabado durante seis años.
En 1926, comenzó a dirigir su propia orquesta al club Apex de Chicago.  El pianista Earl Hines, de Pittsburgh, formó parte de la banda durante un tiempo. En 1935, Noone se trasladó a Nueva York para dirigir una efímera orquesta con Wellman Braud. En 1937 invitado por Lil Hardin, esposa de Louis Armstrong, grabó para Decca Records algunos temas. En 1940 grabó el álbum New Orleáns Jazz. De regreso a Chicago tocó en varios clubes hasta 1943, cuando se mudó a Los Ángeles. Poco después se unió a la orquesta de Kid Ory, que durante un tiempo tocó en un programa de radio producido por Orson Welles. Noone participó en algunos programas, antes de morir súbitamente de un ataque al corazón. La orquesta de Ory, con un nuevo clarinetista Wade Whaley igualmente originario de Nueva Orleans, interpretó un blues ("Blues for Jimmie" compuesto por Welles) en honor de Noone.

## Influencia
Noone es generalmente considerado como uno de los más grandes clarinetistas de jazz de su generación, junto a Johnny Dodds y Sidney Bechet. Noone influyó notablemente en músicos como Artie Shaw, Irving Fazola y Benny Goodman.